# Коновалов, Александр Иванович (политик)
Алекса́ндр Ива́нович Конова́лов (17 сентября (29 сентября) 1875 года, Москва — 28 января 1949, Париж) — крупный российский предприниматель, общественный и политический деятель. Член IV Государственной думы (1912—1917). Министр торговли и промышленности Временного правительства (1917). Влиятельная фигура Русского Зарубежья.

## Образование
Родился 29 (17 по ст. стилю) сентября 1875 года в Москве в семье вичугского фабриканта Ивана Александровича Коновалова (р. 1850), прозванного в купеческой среде «Петром Великим» за сходство с преобразователем России и его методы, и дочери московского купца 1-й гильдии Екатерины Ивановны (в девичестве Александровой) (р. 1854).
Общее образование получил в Костромской гимназии, после чего поступил на физико-математический факультет Московского университета (1894—1895), затем продолжил обучение в профессионально-технической Школе прядения и ткачества в Мюльгаузене (Германия), стажировался на текстильных предприятиях Германии и Франции, жил в Англии. Брал уроки нотной грамоты и игры на фортепиано у Сергея Рахманинова.

## Предприниматель
В январе 1899 года женился на Надежде, дочери сибирского торговца мануфактурой Александра Фёдоровича Второва, чей род был связан с городом Лухом. Свадьба состоялась 17 января 1899 года, венчание прошло пышно и шумно, объединяя две мощные купеческие династии. Вскоре после рождения сына Сергея (род. 1899 г.) брак распался.
С 22 лет Александр принял руководство семейным делом, возглавив в 1897 году правление Товарищества мануфактур «Иван Коновалов с сыном» (ранее предприятиями управляла его мать Екатерина Ивановна). К началу XX века его отец, Иван Александрович, был отстранен от дел из-за легендарных кутежей и пристрастия к прекрасному полу и отправлен в ссылку в Харьков на пенсию.
Возглавив товарищество, А.И. Коновалов увеличил мощности бумагопрядильной фабрики и ввел в строй новый ткацкий корпус. К 100-летнему юбилею фирмы в 1912 году её капитал составлял 7 млн рублей. В это время на фабрике в Бонячках работало около 5000 рабочих, в Каменке около 1000. Были созданы торговые отделения товарищества в Минске, Коканде, Ташкенте, Ростове-на-Дону, Владивостоке, Варшаве и склады готовой продукции в восьми городах.
На производстве большое внимание уделялось социальной политике. На фабрике был введен 9-часовой рабочий день в две смены, около 100 дней в году были выходными. Средний заработок рабочих составлял 32 рубля в месяц. Рабочим предоставлялась возможность арендовать землю по низкой цене для строительства собственных домов. Для нуждающихся был построен поселок «Сашино», дома в котором продавались работникам в рассрочку на 12 лет. При фабрике работали библиотека-читальня, теннисные корты, площадка для игры в крокет, танцевальный зал, бильярдная, буфет, парк, приют для больных и престарелых «Убежище имени А.П.Коновалова», больница на 100 мест, родильный приют на 25 коек и ясли на 160 детей. Был создан специальный стипендиальный фонд для помощи служащим и рабочим в обучении детей. В 1903 году на средства Коновалова в Кинешме было построено реальное училище, где он учредил 9 стипендий, включая одну в Московском коммерческом институте, где он состоял членом попечительского совета. В 1904 году в Бонячках был построен новый каменный храм на 600 человек. В 1909–1911 годах построено шоссе Вичуга – Семигорье, в 1910 году учреждена «Сберегательно-вспомогательная касса» для служащих, а в 1913 году – больничная касса для рабочих. Александр Иванович выделил 200 тысяч рублей на постройку Народного дома.
В 1905—1908 годах — председатель Комитета торговли и мануфактур города Костромы. Инициатор создания Хлопкового комитета при Московской бирже (1907). В 1908—1911 годах — товарищ председателя Московского биржевого комитета. Входил в состав учредителей Московского банка Рябушинских, Русского акционерного льнопромышленного общества, был председателем совета Российского взаимного страхового союза. Будучи председателем совета Российского взаимного страхового союза, он способствовал удешевлению страхования и повышению пожарной безопасности на фабриках. Александр Иванович был в числе создателей хлопкового комитета при Московской бирже, органа контроля качества сырья, и членом комитета при Главном управлении землеустройства и земледелия.
Также принимал участие в работе общества взаимного кредита, биржевого комитета, Главного по фабричным и горнозаводским делам присутствии, учетно-ссудного комитета при Московском государственном банке, участвовал в организации заводов «Электросталь» и «Русскокраска». Входил в состав комитета по устройству в Москве музея прикладных знаний, в общество содействия успехам опытных наук и их практического применения при Московском университете и Московском техническом училище. Вместе с П. Рябушинским впервые в России воплотил идею создания клуба предпринимателей и ученых, где проходили «экономические беседы» о создании благоприятных условий для экономического развития страны.

## Политик
В 1905 году начал участвовать в политической жизни, став одним из организаторов небольшой Торгово-промышленной партии, затем входил в состав Партии мирного обновления. Был одним из основателей и спонсоров либеральной газеты «Утро России». Принадлежал к группе молодых российских предпринимателей, в отличие от своих старших коллег, выступавших за социальные реформы и критически настроенных по отношению к политике правительства. Участвовал в «экономических беседах» — встречах предпринимателей с либерально настроенными учёными. Получал политические связи, опыт, революционные новации[неизвестный термин] от членов семьи, в частности кузена Ф. И. Щеколдина, члена ЦК РСДРП. В феврале 1911 года стал инициатором публикации письма группы из 66 предпринимателей в газете «Русские ведомости». Его авторы выступили против позиции министерства народного просвещения в конфликте с либеральными профессорами и преподавателями Московского университета. Также, по данным источника , был одним из организаторов промышленной партии, учредителем умеренно-прогрессивной партии вместе с П.П. Рябушинским и участвовал в общественно-политических выступлениях старообрядцев.

### Член Государственной думы
В 1912—1917 годах — член IV Государственной думы от Костромской губернии, входил в состав комиссий по финансам, по торговле и промышленности, по рабочему вопросу. В 1913—1914 годах — товарищ председателя Думы. Член фракции прогрессистов. В 1912 году стал одним из создателей и лидеров Прогрессивной партии. В июне 1913 года внёс в Думу законопроект по рабочему вопросу, предусматривавший также охрану труда женщин и малолетних, строительство жилищ для рабочих, страхование по инвалидности, старости и др. В 1914 году был сторонником объединения всех оппозиционных сил (вплоть до большевиков) для внедумского противодействия политике правительства. С 1915 года — товарищ председателя Центрального военно-промышленного комитета, был одним из организаторов думского Прогрессивного блока (член Бюро), принадлежал к его левому крылу. С 1917 года также возглавлял Особое совещание по обеспечению топливом.
Входил в состав Верховного совета Великого востока народов России, был членом думской ложи «Розы».
Во время Февральской революции 1917 года — член Временного комитета Государственной думы.

### Министр Временного правительства
После отречения Николая II 2 марта (15 марта) 1917 года было сформировано Временное правительство во главе с князем Г. Е. Львовым. Коновалов был приглашён на пост министра торговли и промышленности как представитель либеральной деловой среды, прежде всего московских текстильных фабрикантов и Союза промышленников и торговцев. Он оказался в составе правительства наряду с такими фигурами, как П. Н. Милюков (министр иностранных дел), А. И. Гучков (военный и морской министр), Н. В. Некрасов (министр путей сообщения).
В первые недели своего пребывания на посту министра Коновалов столкнулся с множеством вызовов:
- промышленный спад,
- перебои с поставками угля, металла, хлопка,
- транспортный коллапс,
- рост цен и инфляция,
- забастовки и деятельность рабочих комитетов.

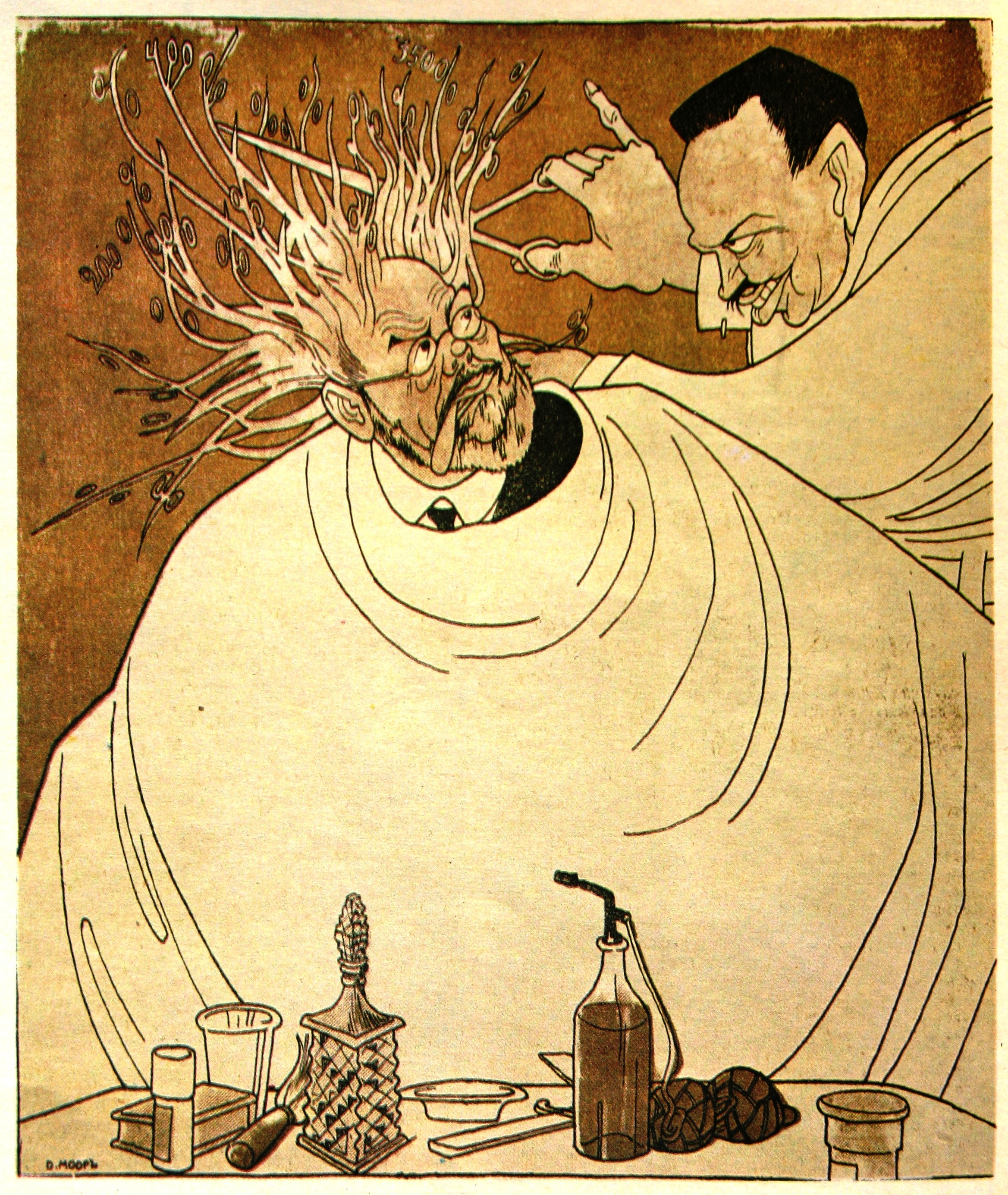
Карикатура Д. Моора «Стрижка процентов». Клиент — миллионер П. П. Рябушинский, парикмахер — Коновалов. 1917

Он пытался сохранить работоспособность промышленности в условиях нарастающей политической нестабильности, выступал за контроль над производством, но в пределах частной собственности. Поддерживал идею создания индустриальных комитетов, которые должны были стать связующим звеном между государством, рабочими и предпринимателями. Коновалов также выступал против полной национализации предприятий и внедрения рабочих в советы управления фабриками, что поддерживали левые партии, включая большевиков и часть эсеров. Он подчеркивал необходимость сохранения «экономического порядка» как базы для политических реформ.
Коновалов был сторонником модернизированного парламентаризма и выступал за сотрудничество с умеренными социалистами, в частности, с И. Г. Церетели и В. М. Черновым. Однако его взгляды часто вступали в противоречие с позицией радикальных элементов в Петроградском Совете, который контролировали в основном меньшевики и большевики. Его экономическая политика вызывала резкую критику со стороны левых. Так, в одном из заседаний Совета 20 марта 1917 года, представитель большевиков заявил, что «министр торговли защищает интересы капиталистов под видом народной экономики». Лев Троцкий позднее писал о Коновалове как об «одном из тех, кто пытался спасти гибнущий строй красивыми словами и бессильными мерами».
К середине 1917 года политическая ситуация резко обострилась. После Июльского кризиса (3–7 июля 1917), вызванного попыткой вооружённого выступления рабочих и солдат при пассивной реакции большевиков, правительство было вынуждено реформироваться. Коновалов, наряду с другими либеральными министрами, включая П. Н. Милюкова, покинул пост. Его отставка была оформлена 8 июля 1917 года.
Коновалов был назначен вновь на пост министра торговли и промышленности 1 сентября 1917 года. Это возвращение происходило на фоне политической нестабильности в стране, вызванной не только экономическим кризисом, но и нарастающим влиянием радикальных сил, таких как большевики и анархисты. Он стал членом обновленного правительства, в котором ключевое место занимал Александр Керенский, сформировавший коалиционное правительство в попытке стабилизировать страну.
На момент возвращения Коновалова в правительство Россия переживала глубокий экономический кризис. Революционные события и продолжение войны привели к экономическому спаду, нехватке продовольствия и других товаров, а также к перебоям в снабжении. Как министр торговли и промышленности, Коновалов сосредоточился на поддержке внутреннего производства, включая координацию с промышленниками и предпринимателями для увеличения объемов производства и восстановления транспортных и товарных потоков. Он также принимал участие в попытках реформировать систему распределения ресурсов, чтобы избежать полного коллапса экономики. Для этого было предложено усилить государственное регулирование торговли и промышленности, что вызвало противоречивую реакцию среди разных слоев общества, особенно среди радикальных социалистов.
Вопрос введения рабочего контроля на предприятиях был одним из самых острых в правительстве. Большевики и другие левые силы настаивали на расширении прав рабочих в управлении производством, в то время как Коновалов и представители буржуазии жестко выступали против этих мер, считая их угрозой для стабильности и нормального функционирования экономики. Коновалов предупреждал, что рабочий контроль может привести к анархии и разрушению производственных связей, в то время как требовал от правительства активных мер по защите частной собственности и предпринимательской свободы.
Коновалов активно вел переговоры с промышленниками, целью которых было наладить снабжение стратегически важными ресурсами, такими как уголь, металл и продовольствие. Проблемы с транспортом и дефицитом сырья ставили под угрозу продолжение промышленного производства. Однако успехи были ограничены, поскольку радикальные изменения в политической и социальной сферах ослабляли влияние правительства на предпринимательский класс.
Одним из важнейших шагов было подготовка к созыву Демократического совещания, которое должно было стать основой для разработки новой политической системы в России. Коновалов поддерживал идею формирования коалиции между либералами и умеренными социалистами для обеспечения стабильности в стране. Однако создание такого правительства столкнулось с сильным сопротивлением как со стороны радикальных социалистов, так и со стороны большевиков, которые агитировали за более радикальные шаги.
К концу октября 1917 года положение Временного правительства стало критическим. Ужесточение социальных и политических противоречий, экономические трудности и ухудшение ситуации на фронте привели к ускорению революционных процессов. В ночь с 24 на 25 октября (6 на 7 ноября) произошло Октябрьское восстание, в ходе которого большевики захватили власть в Петрограде. 25 октября (7 ноября) 1917 года, в условиях большевистской революции, вёл после отъезда А. Ф. Керенского из Петрограда последнее заседание Временного правительства. В тот же день вместе с другими министрами был арестован и заключён в Петропавловскую крепость. Находясь под стражей, был избран членом Учредительного собрания от кадетской партии по Ярославскому избирательному округу (список №2).
Павел Милюков, в своих воспоминаниях, описывает Коновалова как «умеренного и честного промышленника, стремившегося к компромиссу с рабочими, но не обладавшего ни политическим весом, ни решительностью».
Г. Е. Львов вспоминал, что Коновалов часто колебался и «страдал от того, что находился между двумя враждебными мирами — деловыми кругами и рабочими массами».

## Эмигрант
В начале 1918 года был освобождён и эмигрировал во Францию. Во Франции женился вторично, его супругой стала француженка, бывшая гувернантка кинешемских фабрикантов Кокоревых. В эмиграции входил в состав общественного комитета помощи русским беженцам. В 1919 году был членом Временного совета русского масонства в Париже. Продолжил участие в деятельности кадетской партии, в 1920—1921 годах был председателем её парижской группы, но затем вышел из неё и вступил в леволиберальную Республиканско-демократическую группу (затем — Республиканско-демократическое объединение) под руководством П. Н. Милюкова. В 1924—1940 годах — председатель правления редакции газеты «Последние новости», издававшейся Милюковым в Париже. С 1924 года — председатель Совета общественных организаций, в работе которого принимали участие левые эмигрантские деятели. В эмиграции выступал с сольными концертами как пианист, писал статьи в газету «Последние новости».
С 1925 года — председатель, с 1930 года — почётный председатель исполкома Земско-городского комитета, занимавшегося устройством русских эмигрантов за рубежом. С 1925 года — председатель педагогического совета Русского коммерческого института в Париже, с 1932 года — председатель Общества друзей Русского народного университета.
После оккупации северной части Франции немецкими войсками в 1940 году уехал на юг страны, затем в Португалию и оттуда в 1941 году — в США, занимал антифашистскую политическую позицию. В 1947 году вернулся в Париж, где вскоре умер и был похоронен на кладбище Сент-Женевьев-де-Буа.

## Семья
Первая жена — Надежда Александровна Второва (1879—1959), родная сестра Николая Второва (1866—1918), крупнейшего предпринимателя России, «русского Моргана», компаньона Александра Коновалова в товариществе «Электросталь». Брак распался вскоре после рождения сына Сергея.
Вторая жена - француженка, бывшая гувернантка кинешемских фабрикантов Кокоревых.
Сын — Сергей, русский литературовед и экономист, профессор Оксфордского университета.

### Фотографии
Фотоальбом «Коноваловская больница в Вичуге». Фотографии 1911-12, 1930-х и современные
Фотоальбом «Народный дом Коновалова в Вичуге». Современные фотографии